# Stazione di South Hampstead
La stazione di South Hampstead è una stazione ferroviaria, nel quartiere di Hampstead nel borgo londinese di Camden, posta sulla Watford DC Line.

## Movimento
La stazione è servita dai treni della relazione Euston-Watford Junction della London Overground, erogati da Arriva Rail London per conto di Transport for London.

## Interscambi
Nelle vicinanze della stazione effettuano fermata alcune linee automobilistiche, gestite da London Buses..
- Fermata autobus

Benché non sia considerato un intescambio fuori stazione da TfL, la stazione di Swiss Cottage, della linea Jubilee, dista solo 350 metri.